# Sveti Benedikt iz Nursije
Sveti Benedikt iz Nursije (Nursija, oko 480. – Monte Cassino, 21. ožujka 543.), Crkveni otac, redovnik, otac zapadnog redovništva i svetac. Spomendan mu je 11. srpnja, a među benediktincima i 21. ožujka (dan smrti). Zaštitnik je Europe.

## Životopis
Rođen je oko 480. godine u Nursiji (danas: Norcia) u Umbriji (središnja Italija). Odlazi u Rim na odgoj i studije. Nezadovoljan životom koji je tamo zatekao, Benedikt se u dobi od 17 godina povlači u potpunu samoću, u jednu špilju kraj Subiaca u pokrajini Lazio (pokrajina u kojoj se nalazi i Rim). Njegovi životopisci navode da je za vrijeme pustinjačkog života osjetio jake napasti u tijelu. Protiv njih je postupio tako da se svukao i gol bacio u kupine.
Nakon što je u 3 godine pustinjačkog života dosta sazrio, preuzeo je vodstvo jedne samostanske zajednice u Vicovaru (također u pokrajini Lazio). Benedikt je nastojati uvesti bolji red u samostan, što se nije svidjelo svim monasima, te su ga čak otrovali.  Iz Vicovara se vraća u Subiaco, gdje se oko njega potom okuplja nova samostanska zajednica. Tijekom narednih 30 godina po tom uzorku nastaje mreža od 30 samostana, svi pod duhovnim vodstvom sv. Benedikta. 
Čak i među tim monasima, ima mnogih koji odbacuju Benediktovu strogu disciplinu, te 529. godine on izbjegava novi pokušaj trovanja; napušta tada Subiaco. Podržan odanim redovnicima, osniva iste godine veliki samostan u Montecassinu, koji će u narednim stoljećima postati žarište europskog monaštva, znanosti i kulture. Monasi koji nisu svećenici bave se raznim obrtima, često na vrhunskoj razini.
Pri kraju svojega života, zapisuje svoja pravila monaškog života u jednu knjigu: Pravila svetog Benedikta. Život redovnika utemeljen je kod sv. Benedikta na zavjetima siromaštva (redovnik se odriče svakog posjeda, prenoseći čak i samo svoje pravo da bude vlasnik bilo čega na redovničku zajednicu), čistoće (redovnik se ne odriče samo prava da ima seksualni život i zasnuje obitelj, nego se zavjetuje da će izbjegavati i suzbijati požudne misli) i poslušnosti prema redovničkoj zajednici (koja izabire svojega opata, koji potom nosi većinu autoriteta; opat ne upravlja ćudljivo i okrutno, kako bi redovnicima bilo moguće da spremnu poslušnost grade kao krjepost, tj. kultiviranu vrlinu). Geslo sv. Benedikta je "ora et labora" - "moli i radi": opat se mora pobrinuti da svaki monah radi, kako bi redovnička zajednica korisnim učinkom zavrjeđivala svoje postojanje. Propisuje se obveza zajedničkog jela (koje je suzdržano, ali je redovnicima zabranjeno da si bez dopuštenja opata određuju dodatni preteški post i druga trapljenja) i molitve (koja međutim ne smije trajati toliko dugo da bi redovnicima oduzimala previše vremena od rada); opat ima ovlasti da sankcionira redovnike koji su nemarni u izvršavanju svojih obveza. Pored raznih spisa o ispravnom monaškom životu koja su u to vrijeme koristila u Italiji, na koja se sv. Benedikt oslanjao u desetljećima upravljanja redovničkim zajednicama - Pravila sv. Benedikta predstavljaju svojevrsno skraćivanje, uz dosta izmjena, opsežne zbirke pravila Regula Magistri, s pravilima za dobar samostanski život - Benedikt se kod kodificiranja pravila uvelike oslanjao na nešto starija Pravila svetog Bazilija (kraj 4. stoljeća; ta pravila do danas predstavljaju temelj života u pravoslavnim manastirima i manastirima istočnih katoličkih crkava) - koja u poglavlju 73. svojih Pravila sv. Benedikt i spominje izrijekom, te na Pravila sv. Augustina (koja je sv. Augustin napisao 400. godine). Sveti Benedikt postavlja viziju redovničkog života prožetog disciplinom, ali s ritmom i odmjerenošću povezanima s razboritošću (diskrecijom). Sv. Benedikt ne dopušta prestroga bdijenja i postove koji bi mogli naškoditi zdravlju; redovnicima je ljeti dopušteno da dodatno otpočinu za vrijeme dnevnih vrućina. Pravila sv. Benedikta će u narednim desetljećima biti prihvaćena u mnogim samostanima diljem Europe; s njima su prihvaćani i duhovnost kakvu je predlagao sv. Benedikt - kao i njegova Pravila, ona su se uvelike temeljile na uzoru sv. Ivana Kasijana -  te kulturni obrasci ustaljeni u Montecassinu. Diljem Europe su se raširili benediktinski samostani i opatije, koje će primiti znatnu podršku od svjetovnih vladara i zauzvrat širiti književno znanje, umjetnost i unaprjeđivati obrte: benediktinski red je ostvario odlučan utjecaj u razvoju europske kulture i civilizacije. Benediktinski pristup odnosima autoriteta - gdje opat ima izraziti autoritet, koji se međutim izvršava u ljubavi i strpljivosti, a ne u nasilju i svađi - postati će tijekom srednjeg vijeka uzor za cjelokupni društveni život u Europi. 
I kasnije nastali samostanski redovi imaju pravila koja su uvelike oblikovana po temeljnom uzoru onih koje je napisao sv. Benedikt: sva ona bez iznimke obuhvaćaju temeljni stav poslušnosti i uzajamne odanosti (ljubavi) između redovnika.
Još za Benediktova života, uspostavljena je ženska grana benediktinskog redovništva. Na čelu ženskog samostana u blizini Montecassina bila je sveta Skolastika, za koju se obično navodi da je bila sestra blizanka sv. Benedikta.
Benedikt je umro u Montecassinu 21. ožujka 543. Proglašen je svetim 1220. godine, a spomendan mu se od 1964. god. obilježava u Katoličkoj Crkvi na dan 11. srpnja (u benediktinskim samostanima se i danas obilježava spomen na dan njegove smrti, 21. ožujka). Njegov životopis napisao je ubrzo papa Grgur Veliki (590.-604.) u svojim Dijalozima.  Papa Pavao VI. proglasio ga je 1964. svecem zaštitnikom Europe. Grob mu se do danas nalazi u sklopu Opatije Montecassino. U ikonografiji se sv. Benedikta obično prikazuje kao opata sa štapom i knjigom svojih pravila u ruci, a kraj njega često stoji gavran - u spomen legende da mu je tijekom života u osami u njegovoj mladosti hranu donosio gavran.
Kada je sv. Benediktu umrla sestra sv. Skolastika 543. godine, dao ju je sahraniti u grob koji je bio priređen u Montecassinu za njega (pravilo je da se biskupe i opate sahranjuje unutar same zgrade crkve), kada je on umro nekoliko tjedana potom, njegovo tijelo je položeno uz ono njegove sestre. U Monte Cassinu se grob sv. Benedikta i sv. Skolastike do danas visoko časti. Prema tradiciji, dio relikvija sv. Benedikta je krajem 7. stoljeća prenesen u benediktinsku Opatiju Fleury u Francuskoj, gdje ih benediktinci do danas štuju.

## Vanjske poveznice
- Križ svetog Benedikta  Arhivirana inačica izvorne stranice od 24. srpnja 2015. (Wayback Machine)
- Pravilo sv. Benedikta (prezentacija), benediktinski samostan Čokovac (otok Pašman). 543. Pristupljeno 11. srpnja 2023.
- Pravilo sv. Benedikta (cjeloviti tekst, preveden na hrvatski jezik), beneditkinski samostan Čokovac. Pristupljeno 11. srpnja 2023.